# VVV-芬洛
VVV-芬洛（VVV-Venlo，其中VVV為Venlose Voetbal Vereniging（Venlose足球會）的簡寫）是一支位於荷蘭東南部林堡省，接近德國邊界的芬洛的足球會，於2016–17年球季贏得荷乙聯賽冠軍後曾重返荷蘭足球甲級聯賽作賽。
於1903年2月7日成立，初時只是一支業餘球隊，直到1954年才與另一支本地球隊SC雲路（SC Venlo）合併成為「VVV'03體育會」（Sportclub VVV'03），並轉為職業球隊。雲路是著名的「升降機」球隊，經常在荷甲與荷乙之間浮沉。

## 榮譽
- 荷蘭盃
  - 冠軍：1959年；
- 荷蘭足球乙級聯賽
  - 冠軍：1992–93年、2008–09年、2016–17年；

## 著名球員
- 艾禾卡特（Dick Advocaat）：1976-1979年；
- 巴班基達（Tijani Babangida）：1991-1993年；
- 施邦（Gerald Sibon）：1994-1996年；
- 厄尔尼·斯图尔特（Earnie Stewart）：1988-1990年、2005年；
- 斯坦·法尔克斯（Stan Valckx）：1983-1988年；
- 迪禾夫（John de Wolf）：1996-1997年；
- 本田圭佑（Keisuke Honda）：2008-2010年；
- 吉田麻也 2010-2012
- 大津祐樹 2012-2014
- 田嶋凜太郎 2016-2017

## 外部連結
- Official website （页面存档备份，存于）
- Fanclub - Fanclub D'n Twellefde Man  （页面存档备份，存于）
- Fanclub - Alles heej is VVV